# العلاقات الفيتنامية الليختنشتانية
العلاقات الفيتنامية الليختنشتانية هي العلاقات الثنائية التي تجمع بين فيتنام وليختنشتاين.

## مقارنة بين البلدين
هذه مقارنة عامة ومرجعية للدولتين:
| وجه المقارنة                                              | فيتنام           | ليختنشتاين                                 |
| --------------------------------------------------------- | ---------------- | ------------------------------------------ |
| المساحة (كم2)                                             | 331.69 ألف       | 16                                         |
| عدد السكان (نسمة)                                         | 94.66 مليون      | 37.47 ألف                                  |
| الكثافة السكانية (ن./كم²)                                 | 285.39           | 234.19 ألف                                 |
| العاصمة                                                   | هانوي            | فادوتس                                     |
| اللغة الرسمية                                             | اللغة الفيتنامية | اللغة الألمانية                            |
| العملة                                                    | دونغ فيتنامي     | فرنك سويسري                                |
| الناتج المحلي الإجمالي (بليون دولار)                      | 234.19 مليار     | 6.29 مليار                                 |
| الناتج المحلي الإجمالي (تعادل القوة الشرائية) بليون دولار | 553.42 مليار     |                                            |
| الناتج المحلي الإجمالي الاسمي للفرد دولار أمريكي          | 2.48 ألف         |                                            |
| الناتج المحلي الإجمالي للفرد دولار أمريكي                 | 5.63 ألف         |                                            |
| مؤشر التنمية البشرية                                      | 0.666            | 0.908                                      |
| رمز المكالمات الدولي                                      | +84              | +423                                       |
| رمز الإنترنت                                              | .vn              | .li                                        |
| المنطقة الزمنية                                           | ت ع م+07:00      | توقيت وسط أوروبا، ت ع م+01:00، ت ع م+02:00 |

## منظمات دولية مشتركة
يشترك البلدان في عضوية مجموعة من المنظمات الدولية، منها:
| علم المنظمة | اسم المنظمة                   | تاريخ انضمام فيتنام | تاريخ انضمام ليختنشتاين |
| ----------- | ----------------------------- | ------------------- | ----------------------- |
|             | الاتحاد البريدي العالمي       | ?                   | ?                       |
|             | الاتحاد الدولي للاتصالات      | 24 سبتمبر 1951      | 25 يوليو 1963           |
|             | منظمة حظر الأسلحة الكيميائية  | ?                   | ?                       |
|             | منظمة التجارة العالمية        | 11 يناير 2007       | ?                       |
|             | منظمة الشرطة الجنائية الدولية | ?                   | ?                       |
|             | الأمم المتحدة                 | 20 سبتمبر 1977      | 18 سبتمبر 1990          |

## وصلات خارجية
- موقع وزارة الخارجية الفيتنامية